# コミックジャパン (ホビージャパン)
『コミックジャパン』（Comic Japan）は、ホビージャパンが1997年11月27日に創刊した漫画雑誌。発行されたのは創刊号1号のみで2号目は発行されなかった。
創刊号の表紙は川元利浩のセル画であった。

## 概要
「コミック;フィギュアの新融合形態誕生!!」と銘打って創刊された。創刊に先駆けて、ホビージャパン社の当時の主力雑誌である『月刊ホビージャパン』と『RPGマガジン』の付録冊子として本誌の連載作品のプロローグが掲載された創刊準備号が配布されている。
「3号連続特製トレーディングカード全員プレゼント」として、コミックジャパン誕生記念の特製トレーディングカード9枚組の全員プレゼント、応募者の中から抽選で1500名にホログラムカードのプレゼント、さらに全3号の応募者の中から1名にスーパーレアカードのプレゼントが企画されていた。しかし、休刊により企画そのものが中止され、創刊号のプレゼント応募者には企画中止によりプレゼントが送付されない旨の通知とともに、応募に必要だった90円切手が返送された。
本誌の廃刊後、ホビージャパンは漫画専門誌を持たず『月刊ホビージャパン』や『GAME JAPAN』『キャラの!』などの雑誌に漫画を掲載する状態が長らく続いていたが、ウェブコミック配信サイト『コミック・ダンガン』を2011年12月2日にオープンして14年ぶりに漫画専門誌へ再参入することが発表された。

## 掲載作一覧
- 機動爆走ウェイガー（徳永ひろふみ）
- 正義の味方株式会社（作画：館尾冽 原作：タケオ イッセイ デザイン協力：田沼雄一郎）
- 新機動戦記ガンダムW外伝G-UNIT（作画:みずきたつ 原作:矢立肇、富野由悠季）
- 超高機動警察おまかせ!!ヴァーミリオン（作画：かねこしんや 原作：山本剛）
- 超絶聖剣ブッタギレイヤー（田中久仁彦）
- 電脳浪人トウダイン（佐野智之）
- 大危機 造くん（こいでたく）
- まなみ・ザ! ウィザード!!（相沢美良）
- 幻影戦線ファントムフロント（秋恭摩）
- ミッシングゲイト（米村孝一郎）
- 熱血!冒険大陸（茶々組）
- 新・エースパイロット列伝 ジョニー・ライデン編（沖一）
- メイドのフミエさん（古賀亮一）

## テレビCM
「ホビーとコミックの融合、コミックジャパン」というわかりやすいキャッチフレーズのCMが短期間放送されていた。